# Machimus autumnalis
Machimus autumnalis là một loài ruồi trong họ Asilidae. Machimus autumnalis được Banks miêu tả năm 1914. Loài này phân bố ở vùng Tân Bắc giới.